# セルゲイ・スデイキン

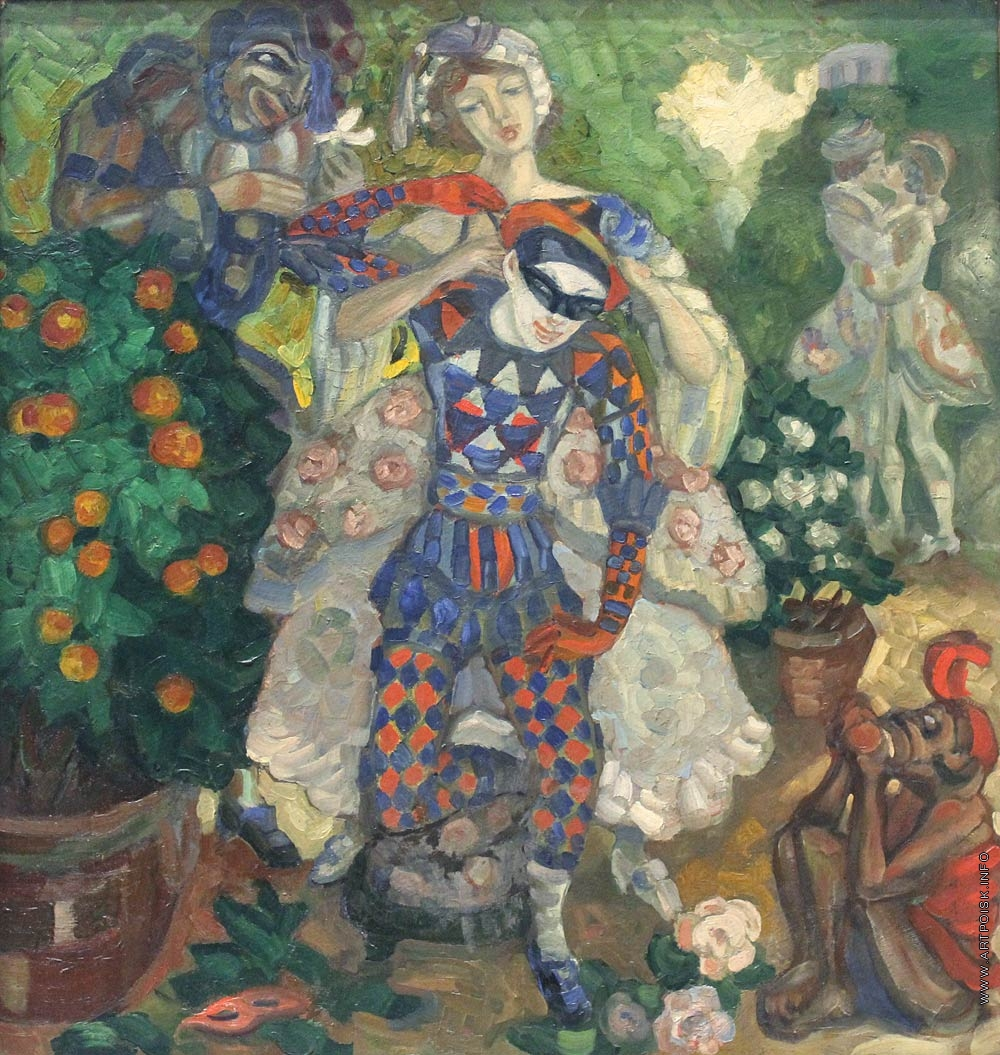
パントマイム(1914)

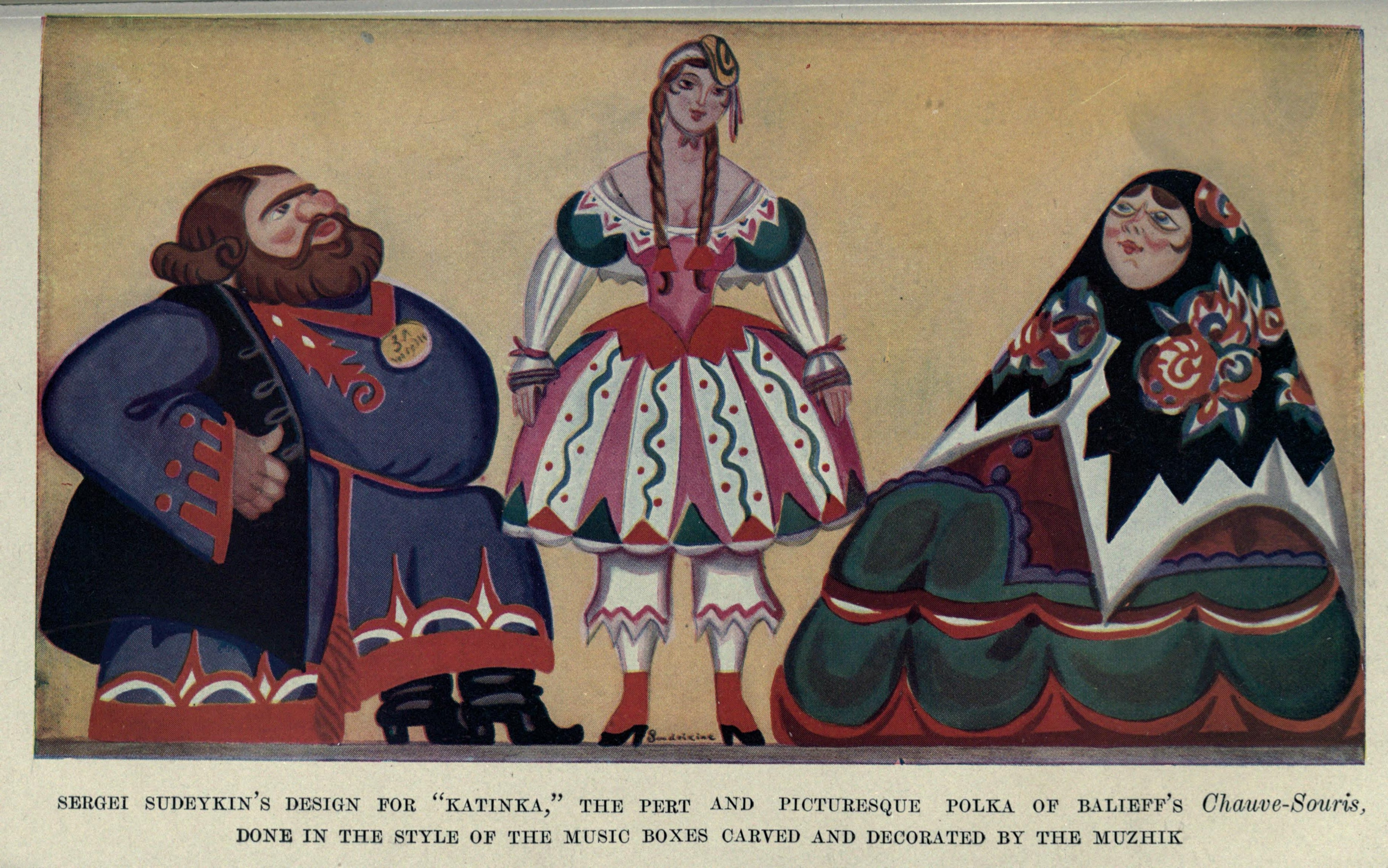
パリのレヴュー「蝙蝠座」の出し物「カチンカ」のための衣裳

セルゲイ・ユーリエヴィチ・スデイキン（Серге́й Ю́рьевич Суде́йкин Sergey Yurievich Sudeikinまたは仏語風にSerge Soudeikineとも、1882年 - 1946年）は、ロシア出身の画家・舞台美術家。ロシア・バレエ団やメトロポリタン歌劇場との関係で知られる。

## 略歴
「公序良俗に反する絵を描いた」との理由でモスクワ絵画・彫刻・建築学校より放校され、「芸術世界」運動に参画。セルゲイ・ディアギレフや詩人のミハイル・クズミンと親しく、ディアギレフの招きで1906年にパリに行き、サロン・ドートンヌ展に出品し、初めて国外で作品が展示される。
1907年に、ペテルブルクきっての美人女優との評判高く、詩人のアンナ・アフマートワの親友でもあり、アフマートワが1940年から1965年にかけて執筆した最長編作品『主人公のいない詩』に主役として登場しているオリガ・グレーボワと結婚した。
スデイキンは、フローラン・シュミットがロシア・バレエ団のために作曲した舞踊音楽《サロメの悲劇》の公演に向け、ディアギレフのために舞台と衣裳のデザインを担当し、同年ニコライ・リョーリフがイーゴリ・ストラヴィンスキーの《春の祭典》の舞台美術を担当した際は、その輔佐に回った。十月革命になるまでにスデイキンはロシアで最も進歩的な舞台美術家の一人に名を連ねる。
1913年にバレリーナのヴェラ・デ・ボセとパリに駆け落ちし、後にグレーボワとの離婚が成立すると、ヴェラと再婚したが、1921年にストラヴィンスキーと出会うとその愛人になり、結局スデイキンは捨てられた。